# Clarence Dutton
Clarence Edward Dutton (15 de maio de 1841 – 4 de janeiro de 1912) foi um geólogo e oficial do Exército dos Estados Unidos. Dutton nasceu em Wallingford, Connecticut em 15 de maio de 1841. Formou-se na Universidade Yale em 1860 e fez cursos de pós-graduação lá até 1862, quando se alistou no 21º Regimento de Infantaria Voluntária de Connecticut; ele lutou em Fredericksburg, Suffolk, Nashville e Petersburg. Foi eleito membro da Sociedade Filosófica Americana em 1871.

## Carreira
Em 1875, começou a trabalhar como geólogo para John Wesley Powell e, após 1879, para o Serviço Geológico dos Estados Unidos (USGS). Trabalhando principalmente na região do Planalto do Colorado, escreveu vários trabalhos clássicos, incluindo estudos geológicos dos planaltos elevados de Utah (1879-80), a história do Cenozoico do distrito do Grand Canyon (1882), e o terremoto de Charleston, Carolina do Sul, de 1886. Como chefe da divisão de geologia vulcânica do USGS, estudou o vulcanismo no Havaí, Califórnia e Oregon. Ele ajudou a coordenar a resposta científica a um grande terremoto no estado mexicano de Sonora em 1887.
Em 1878, foi um dos dez fundadores do Cosmos Club. Foi eleito membro da Academia Nacional de Ciências dos Estados Unidos em 1884.
Em 1886, Dutton liderou uma expedição do USGS ao Crater Lake, Oregon. Sua equipe transportou um barco de pesquisa de meia tonelada, o Cleetwood, pela íngreme encosta da montanha e o desceu 2 000 pés (610 m) até o lago. Do Cleetwood, Dutton usou fio de piano com pesos de chumbo para medir a profundidade do lago em 168 pontos diferentes. A equipe de pesquisa determinou que o lago tinha 1 996 pés (610 m) de profundidade. A medida máxima de profundidade atualmente aceita, medida por sonar, é de 1 943 pés (592 m).
Em uma nota de rodapé de uma revisão de 1882 no American Journal of Science, Dutton cunhou o termo "isostasia". Ele posteriormente declarou: "Em um artigo não publicado, usei os termos isostático e isostasia para expressar aquela condição da superfície terrestre que seguiria da flutuação da crosta sobre um substrato líquido ou altamente plástico – diferentes porções da crosta sendo de densidade desigual". Assim, ele percebeu que existe um equilíbrio geral dentro da crosta terrestre, com blocos de peso mais leve situando-se mais altos que blocos adjacentes com maior densidade, uma ideia primeiramente expressa por Pratt e Airy na década de 1850. Dutton elaborou essas ideias em seu discurso para a Sociedade Filosófica de Washington em 1889. Quando isto foi impresso em 1892, o termo isostasia foi formalmente proposto, tendo Dutton, por conselho de estudiosos do grego, mudado o 'c' para um 's'.
Dutton foi um associado próximo de John Wesley Powell, G.K. Gilbert e William Henry Holmes no USGS. Foi um geólogo de campo enérgico e eficaz: em 1875-1877, a equipe de campo de Dutton mapeou 12 000 milha quadradas (31 000 km2) dos planaltos elevados do sul de Utah, uma área de topografia acidentada e acesso difícil.
Dutton tinha um estilo distintivo para descrições literárias, e é mais lembrado hoje por suas descrições coloridas (e às vezes exuberantes) da geologia e paisagem da região do Grand Canyon no Arizona. "Dutton foi o primeiro a ensinar o mundo a olhar para aquele país e vê-lo como ele era... Dutton é quase tanto o genius loci do Grand Canyon como Muir é de Yosemite" – Wallace Stegner, Beyond the Hundredth Meridian.
Em 1891, ele se aposentou do USGS para servir como comandante do arsenal de San Antonio, Texas; depois como oficial de artilharia do departamento do Texas. Após se aposentar do Exército em 1901, retornou ao estudo da geologia. Dutton passou seus últimos anos na casa de seu filho em Englewood, Nova Jérsei.

## Publicações notáveis
- 1880, Report on the Geology of the High Plateaus of Utah. U.S. Geog. and Geol. Survey of the Rocky Mountain Region, vol. 32, 307 pp. e atlas.
- 1882, Tertiary History of the Grand Canyon District. U.S. Geol. Survey Monograph 2, 264 pp. e atlas.
- 1884, Hawaiian Volcanoes. U. S. Geol. Survey, 4th Ann. Rpt., pp. 75–219.
- 1889, The Charleston Earthquake of August 31, 1886. U.S. Geol. Survey, Ann. Rpt. 9, pp. 203–528.
- 1889, On Some of the Greater Problems of Physical Geology. Bull. Phil. Soc. Wash., 11:51–64. Propôs o novo termo isostasia.
- 1904, Earthquakes, in the light of the new seismology